# Jeanette Lindström
Jeanette Lindström, född 1971, är en svensk sångerska, kompositör och textförfattare, uppvuxen i Östersund och Ås i Jämtland.

## Karriär
Jeanette Lindström skivdebuterade på Caprice Records med albumet Another Country 1995 då hon tilldelades utmärkelsen Jazz i Sverige. Därefter följde ytterligare två album på samma bolag, innan hon med skivan Walk inledde ett samarbete med Amigo. Walk och efterföljaren In the Middle of This Riddle mottogs varmt hos både publik och kritiker, i Sverige och utomlands.
Fokus ligger på hennes eget band och egna kompositioner, men hon har även arbetat och givit ut skivor tillsammans med bl.a. pianisten Steve Dobrogosz och gruppen ONCE med basisten Anders Jormin. Genom åren har Jeanette också framträtt som gästsolist i såväl mindre jazzgrupper som storband, och även kammarorkestrar och symfoniorkestrar. Hon har turnerat och framträtt runt om i världen, på senare år framför allt i Frankrike och Kanada, förutom hemma i Sverige.
Att komponera egen musik har alltid varit ett viktigt inslag i Jeanettes musikaliska arbete. På albumet Whistling Away the Dark har hon dock spelat in jazzklassiker tillsammans med Palle Danielsson, Bobo Stenson, Jonas Östholm och Magnus Öström, ett projekt vid sidan av det ordinarie bandet.
År 2007 blev låten "Leaf" från In the Middle of This Riddle remixad av King Britt, dj och producent från Philadelphia. En annan låt från samma skiva valdes häromåret ut till hyllade samlingsserien Saint-Germain des-Pres Café (Volume 7) jämte spår av Norah Jones, Beady Belle, Jamie Cullum, Susi Hyldgaard med flera.
Jeanette Lindströms senaste skiva Attitude & Orbit Control släpptes den 21 oktober 2009. Albumet tilldelades en Grammis.

## Priser och utmärkelser
- 1995 – Jazz i Sverige
- 1995 – Jazzkatten som ”Årets nykomling”
- 2010 – Grammis, "Årets jazz" för Attitude & Orbit Control

## Diskografi
- 1995 – Another Country (Caprice Records)
- 1997 – Once med Anders Jormin (Dragon Records)
- 1997 – I Saw You (Caprice Records)
- 1999 – Sinatra/Weill, med Norrbotten Big Band & Kammarorkester, Kenny Werner, Tim Hagans (Caprice Records)
- 2000 – Feathers, duo med Steve Dobrogosz (Prophone Records)
- 2003 – Walk (Amigo)
- 2005 – In the Middle of This Riddle (Amigo)
- 2006 – Whistling Away the Dark (Amigo)
- 2007 – Leaf – The King Britt Scuba Remixes (EP, Amigo)
- 2009 – Attitude & Orbit Control (Diesel Music)